# Klaus Vohn-Fortagne
Klaus Vohn-Fortagne (* 1. Januar 1953 in Beelitz; † 2. Mai 2024) war ein deutscher Historiker und Volkskundler. 
Vohn-Fortagne absolvierte nach dem Abitur eine Ausbildung zum Baufacharbeiter. Anschließend studierte er an der Universität Leipzig sowie der Humboldt-Universität zu Berlin und beendete das Studium als Diplom-Ethnograph. Danach arbeitete er als wissenschaftlicher Mitarbeiter am Märkischen Museum Berlin. 1988 verließ er die DDR und ließ sich in der Region Hannover nieder. An der Universität Hannover war er Mitarbeiter des historischen Seminars und lehrte im Bereich Erziehungswissenschaft. 2007 wurde er Stadtarchivar von Bad Nenndorf.
In seinen Veröffentlichungen beschrieb er die Holz- und Möbelindustrie im Deister-Sünteltal.
Auch publizierte er zur Entwicklung der Glasindustrie in der Deister-Süntel-Region in den letzten 400 Jahren und zu Glasprodukten des 18. Jahrhunderts aus Manufakturen der Welfen. Mit der Entdeckung der Glashütte Klein Süntel beteiligte er sich als Mitglied des Vereins Forum Glas aus Bad Münder an der Erforschung der Glashütte. An der Gestaltung der Dauerausstellung im Museum im Wettbergschen Adelshof in Bad Münder war er fachlich beteiligt; sie zeigt Gebrauchsgläser des 17. bis 20. Jahrhunderts aus den Glashütten des Weserraumes.
Er starb 2024 nach schwerer Krankheit im Alter von 71 Jahren. 

## Schriften
- mit Ulrich Manthey: Industriegeschichte des Deister-Süntel-Raumes (= Hallermunter Schriften, Bd. 1), mit Beiträgen und unter Mitarbeit von Manfred von Allwörden, Springe: Museum auf dem Burghof, 1996, ISBN 978-3-00-000566-4 und ISBN 3-00-000566-8; Inhaltsverzeichnis
- mit Matthias Biester: Stühle und mehr. Das Deister-Süntel-Tal, die Wiege der norddeutschen Stuhlindustrie (= Schriftenreihe des Museums Bad Münder, Bd. 3), Konferenzschrift zur Ausstellung „Der Stuhlbau im Sünteltal“, mit Beiträgen von Heyno Garbe und Heinrich Lewinski, Bad Münder: Heimatbund Niedersachsen, Ortsgruppe Bad Münder, 2000, ISBN 978-3-00-006845-4 und ISBN 3-00-006845-7
- mit Matthias Biester: Armut, Bettel und Gesang. Die Geschichte des Armenwesens und die Entwicklung der Kurrende der Stadt Hameln, Hameln: Niemeyer, 2003, ISBN 978-3-8271-9045-1 und ISBN 3-8271-9045-2
- mit Matthias Biester: Mit Volldampf durch das Sünteltal (= Schriftenreihe des Museums Bad Münder, Bd. 6), mit einem Beitrag von Hans Wolfgang Rogl, Bad Münder: Heimatbund Niedersachsen, Ortsgruppe Bad Münder, [2006]; Inhaltsverzeichnis
- mit Hans-Dieter Kreft (Recherche, Text): Glasstelen-Pfad der Deister-Süntel-Osterwald-Region. Glastradition seit dem 16. Jahrhundert, Hrsg. Forum Glas e.V. Bad Münder, [circa 2010]
- Die Glashütte in Klein Süntel in: Glashütten in der Deister-Süntel-Region. Entstehung und Geschichte, Band I., Bad Münder, 2016, S. 12–64[5]